# Dál gCais
I Dál gCais (d̪ɑːɫ gaʃ), anche Dal Cais ("Dalcassiani" in lingua italiana), erano un gruppo dinastico di clan correlati del Munster del nord che acquistarono importanza politica in Irlanda nel corso dell'Alto Medioevo. Sostenevano di discendere da Cas mac Conall Echlúath, sebbene in tempi successivi, per ragioni politiche, sostennero di discendere da Cormac Cas, fratello di Éogan Mór, e quindi dagli Eóganachta re del Munster.
La moderna storiografia considera tuttavia queste genealogie di scarso valore storico, e fa dei Dál gCais una setta dei Déisi Muman, un popolo stanziato nell'area della Contea di Waterford e legato da vincoli di vassallaggio agli Eóganachta
Ai primordi della storia dell'Irlanda erano un gruppo oscuro, uno dei molti popoli soggetti agli Éoganacht. Nei secoli VII e VIII, quando il regno di Uí Fiachrach Aidhne andò in declino, loro mossero a nord e conquistarono Tuadh Mumhan (Thomond). La precedente parte del Connacht entrò così a far parte del Munster.

## Lista dei clan Dál gCais
- Ui Eachtighearna (Ahern)
- Uí Chaisséne
- Uí Blait
- Uí Thairdelbaig
- Uí Loingsig
- Uí Uainidi
- Uí Óengusso
- Uí Róngaile
- Uí Chellaig
- Uí Láega
- Uí Rodáin
- Uí Chiunáin
- Uí Fallamain
- Uí Chormacáin
- Síl Nárgalaíg
- Muinter Bruig
- Ua hOgain

### Clan degli Uí Thairdelbaig Dál gCais
- Áes Cluana
- Uí Aingile
- Uí Scandlán
- Uí Aichir
- Uí Thaidc
- Uí Magair
- Uí Énna
- Uí Echach
- Uí Chuinn
- Uí ánrotháin
- Uí Cholmáin
- Uí Sída
- Meic Cormaic
- Meic Cétfada
- Ua Briain
- Ua hOgain
- Ua Maol Dhómhnaigh

## Genealogia dei Dál gCais
Riferimento
```
  Conall Echlúath
  |
  |
  Cas
  |
  |_____________________
  |                  |
  |                  |
  Caisséne           Blat
 (Uí Chaisséne)     (Uí Blait)
  |                  |
  |                  |_____________________
  Cáirthenn          |                   | 
  |                  |                   |
  6                  Brénainn Bán        Cáirthenn Finn
  |                  |                   | 
  Nárgalach         (Muinter Bruig)      |____________
 (Síl Nárgalaíg)    (Ua Maol Dhómhnaigh) |          |
  |                                      |          |
  |_________________                     Óengus     Eochu Ballderg
  |               |                  (Uí Óengusso)  |
  |               |                      |          |__________________
  Corerán         Marcín                 Rónan      |          | 
 (Uí Chellaig)   (Uí Sída)               |          |          |
 (Uí Cholmáin)   (Uí Rodáin)             |          Conall     Conall Cáem
                 (Uí Chiunáin)  _________|          |          |
                 (Uí Láega)     |        |          |          |
                                |        |          Fíán       Áed
                              Dímma  Máel Cáith     |          | 
                                         |    (Uí Fallamain)   |
                                         |                     Aithirne
                                     Róngaile                  |
                                   (Uí Róngaile)               |
                                         |                     Cathal ?
                                   Dubh dá Leithe              |
                                  (Uí Chormacáin)              |
                                   (Uí Loingsig)          Tairdelbaig
                                   (Uí Uainidi)         (Uí Thairdelbaig)
                                                               |
  _____________________________________________________________|
  |         |                          |                 |
  |         |                          |                 |
  Flannán   Eochu                      Ailgel       Mathgamain
  Sanctus  (Uí Echach)              (Uí Aingile)         | 
            |                          |                 |
  __________|__________________        Eochu             Anulaun
  |             |          |           |                       |
  |             |          |           |______________         |
  Conall    Animchad   Aurthuile       |             |       Corc
 (áes Cluana)   |          |           |             |          |
  |             6          3           Fócarta       Scandlán   |
  4             |          |          Uí Magair)  (Uí Scandlán) Lachtna
  |     (Meic Cétfada)  (Uí Chuinn) (Uí Árotháin)     |         |
  Énna   (Meic Cormaic)                           (Uí Aichir)   | 
(Uí Énna)                                         (Uí Thaidc)  Lorcán
                                                                 |
  _______________________________________________________________|
  |                                                  |
  |                                                  |
  Cennétig, Rí Thuath Mumain, morto nel 
951
             Coscrach
  |                                                  |
  |                           _______________________|_______________________
  |                           |                      |                      |
  |                           |                      |                      |
  |                           Maine               Aingid                  Aitheir
  |                           |                      |                      |
  |                           |                      |                      | 
  |                 Cathal, abbot Killaloe,  Coscrach, abbot Killaloe,     Ogan
  |                     morto nel 
1013
        morto nel 
1040
           (Ua hOgain) 
  |
  |____________________________________________________________
  |                          |                                |
  
Brian
, Rí Éire, 
1014
   Marcán, 
abate
 di Terryglass,     Donncuan
(Ua Briain)               Inis Cealtra & Killaloe; m. nel 
1010
   |
  |__________________                   ______________________|_____________
  |              |                      |         |           |         |
  |              |                      |         |           |         |
  Tadc, m. 
1023
  Donnchad, m. 
1064
  Céilchair    Londgargán  Cennétig  Connaig
  |                               ab. Terryglass  |           |         |
  |                                  m. 
1008
      |           |         |
  Toirdhealbhach Ua Briain, High King,          Annud         Find      Dúnadach
  m. 
1086
```